# Partito Comunista di Svezia (1995)
Il Partito Comunista di Svezia (in svedese Sveriges kommunistiska parti) è la continuazione del Partito dei lavoratori - I Comunisti (in svedese Arbetarpartiet kommunisterna, APK).

## Storia
Il Gruppo Flamman, una frazione filo-sovietica all'interno del Partito della Sinistra - I Comunisti (VPK, in svedese Vänsterpartiet kommunisterna, dal 1967-1990), emerse quando C.-H. Hermansson subentrò come leader del partito e prese le distanze da Mosca. Il gruppo era incentrato sul quotidiano del partito Norrskensflamman ('La fiamma dell'aurora boreale'; chiamato comunemente Flamman), la pubblicazione del partito regionale a Norrbotten. La frazione ha funzionato come centro di partito parallelo e le relazioni tra esso e la direzione del partito si sono inasprite.
Al congresso del partito nel 1975, quando Hermansson lasciò la carica di leader del partito, il gruppo Flamman lanciò Rolf Hagel come candidato per la leadership del partito. Hagel è stato sconfitto da Lars Werner con 162 voti contro 74. Nello stesso anno i simpatizzanti di Flamman furono espulsi dalla Kommunistisk Ungdom (gioventù comunista), l'organizzazione giovanile del partito.
Il gruppo si staccò nel 1977 e formò Arbetarpartiet Kommunisterna ("Partito dei lavoratori - I comunisti", abbreviato APK). Un congresso di fondazione ha avuto luogo nel Riksdag svedese. Numerosi delegati stranieri hanno partecipato al congresso, indicando che l'APK aveva un forte sostegno morale dal PCUS e dal settore ortodosso del movimento comunista mondiale. Due parlamentari (e membri del comitato centrale del partito), Rolf Hagel e Alf Löwenborg, guidavano la divisione. Hagel è stato eletto presidente del partito. Norrskensflamman divenne l'organo centrale del partito.

Fazioni all'interno della sinistra svedese durante l'ultimo secolo.

Interi gruppi del partito VPK si sono unite all'APK in diverse località, tra cui Malmö, Göteborg e Mälardalen. La principale roccaforte del nuovo partito era Norrbotten. In totale, fino al 25% dei militanti del VPK (altre fonti dichiarano tra il 10% e il 15%) ha aderito all'APK. In larga misura furono i quadri sindacali di VPK ad aderire all'APK. Poco dopo, gran parte di Ung Vänster (Sinistra giovane) del distretto di Gävleborg si è unita all'APK.
La Sveriges Kommunistiska Ungdomsförbund ("Gioventù comunista svedese", abbreviato SKU) è stata creata come lega giovanile del partito, insieme a un'ala prettamente studentesca, chiamata Marxistiska Studenter ("Studenti marxisti").
La caduta dell'Unione Sovietica ebbe un impatto molto negativo sul partito; molti membri se ne andarono, o per lasciare completamente la politica o per ricongiungersi al Partito di sinistra. La SKU si staccò nel 1990 e ebbe un breve periodo come organizzazione giovanile comunista indipendente.
Nel 1995 l'APK fu dichiarato finanziariamente fallito dalle autorità statali.
Immediatamente dopo il fallimento di APK, il nucleo attorno a Hagel si è riunito e ricostituito il loro partito come Sveriges Kommunistiska Parti (Partito Comunista di Svezia). Nel 2000 la SKU è stata riorganizzata come lega giovanile del partito. Il partito partecipa alle elezioni con il nome di Kommunisterna (I comunisti).